# Ricardo Oscare
Ricardo Anibal Oscare (* 16. Juni 1975 in Rivadavia) ist ein ehemaliger argentinischer Biathlet.

## Karriere
Ricardo Oscare bestritt erstmals in der Saison 1999/2000 ein Weltcuprennen in Hochfilzen. In der darauffolgenden Saison startete er nur beim Weltcup in Lake Placid, wo der mit Platz 80 sein generell bestes Weltcupergebnis erzielte. 2000/2001 nahm er an allen vorolympischen Weltcups teil und erreichte dadurch die Aufnahme in das argentinische Olympiateam für die Winterspiele 2002 von Salt Lake City. Bei den Spielen startete Oscare im 20-km-Einzelrennen sowie im 10-km-Sprint und erreichte die Platzierungen 80 und 81 mit drei beziehungsweise sechs Schießfehlern.
Ein weiteres Großereignis für Ricardo Oscare waren die Weltmeisterschaften 2004 in Oberhof, wo er im Sprintwettbewerb Platz 100 belegte. Sein letztes Weltcuprennen bestritt er 2005 in Antholz, bevor er seine Karriere beendete.

## Statistiken

### Biathlon-Weltcup-Platzierungen
Die Tabelle zeigt alle Platzierungen (je nach Austragungsjahr einschließlich Olympische Spiele und Weltmeisterschaften).
- 1.–3. Platz: Anzahl der Podiumsplatzierungen
- Top 10: Anzahl der Platzierungen unter den ersten zehn (einschließlich Podium)
- Punkteränge: Anzahl der Platzierungen innerhalb der Punkteränge (einschließlich Podium und Top 10)
- Starts: Anzahl gelaufener Rennen in der jeweiligen Disziplin

| Platzierung         | Einzel | Sprint | Verfolgung | Massenstart | Staffel | Gesamt |
| ------------------- | ------ | ------ | ---------- | ----------- | ------- | ------ |
| 1. Platz            |        |        |            |             |         |        |
| 2. Platz            |        |        |            |             |         |        |
| 3. Platz            |        |        |            |             |         |        |
| Top 10              |        |        |            |             |         |        |
| Punkteränge         |        |        |            |             |         |        |
| Starts              | 7      | 14     |            |             |         | 21     |
| Stand: Karriereende |        |        |            |             |         |        |

### Olympische Winterspiele
Ergebnisse bei Olympischen Winterspielen:
|                                                | Einzelwettbewerbe | Einzelwettbewerbe | Einzelwettbewerbe | Einzelwettbewerbe | Staffelwettbewerbe |
| Einzel                                         | Sprint            | Verfolgung        | Massenstart       | Herrenstaffel     |                    |
| ---------------------------------------------- | ----------------- | ----------------- | ----------------- | ----------------- | ------------------ |
| Olympische Winterspiele 2002 \| Salt Lake City | 80.               | 81.               | –                 | –                 | –                  |

### Biathlon-Weltmeisterschaften
Ergebnisse bei den Weltmeisterschaften:
| Weltmeisterschaften | Weltmeisterschaften | Einzelwettbewerbe | Einzelwettbewerbe | Einzelwettbewerbe | Einzelwettbewerbe | Staffelwettbewerbe |
| Jahr                | Ort                 | Einzel            | Sprint            | Verfolgung        | Massenstart       | Herrenstaffel      |
| ------------------- | ------------------- | ----------------- | ----------------- | ----------------- | ----------------- | ------------------ |
| 2004                | Oberhof             | –                 | 100.              | –                 | –                 | –                  |